# 1670
| 1670               |
| ------------------ |
| Dødsfald - Fødsler |
| • Begivenheder     |

| Gregoriansk kalender | 1670 MDCLXX             |
| Ab urbe condita      | 2423                    |
| Armensk kalender     | 1119 ԹՎ ՌՃԺԹ            |
| Kinesiske kalender   | 4366 – 4367 己酉 – 庚戌 |
| Etiopisk kalender    | 1662 – 1663             |
| Jødisk kalender      | 5430 – 5431             |
| Hindukalendere       |                         |
| - Vikram Samvat      | 1725 – 1726             |
| - Shaka Samvat       | 1592 – 1593             |
| - Kali Yuga          | 4771 – 4772             |
| Iransk kalender      | 1048 – 1049             |
| Islamisk kalender    | 1081 – 1082             |

Konge i Danmark: Frederik 3. 1648-1670 og Christian 5. 1670-1699
Se også 1670 (tal)

## Begivenheder
- 2. maj - Hudson's Bay Company, Canada, stiftes
- 25. juli – Den tyske kejser Leopold 1. udviser 4.000 jøder fra Wien
- Christian 5. bliver konge

## Dødsfald
- 9. februar – Frederik 3., dansk konge (født 1609).